# Carola Winter
Carola Winter (* 25. Juli 1987 in Haan) ist eine ehemalige deutsche Fußballspielerin.

## Karriere
Winter war von 2004 bis 2007 zunächst als Stürmerin für den Bundesligisten SG Essen-Schönebeck aktiv und bestritt 31 Punktspiele, wobei sie am 12. September 2004 (2. Spieltag) beim 3:0-Sieg im Heimspiel gegen den TSV Crailsheim mit Einwechslung für Charline Hartmann ab der 84. Minute an debütierte. Ihr erstes Tor in der höchsten Spielklasse erzielte sie am 19. Dezember 2004 (12. Spieltag) bei der 2:6-Niederlage im Heimspiel gegen den 1. FFC Turbine Potsdam mit dem Anschlusstreffer zum 2:3 in der 70. Minute.
Ihr letztes von nur vier Saisonspielen bestritt sie am 25. März 2007 (14. Spieltag) beim torlosen Unentschieden im Auswärtsspiel gegen den Hamburger SV, da es sie Studium bedingt nach Toronto zog. In der Winterrunde 2006/07 spielte sie für das Fußballteam der University of Toronto, den Toronto Rangers und für die Toronto Rangers Lady Blues in der Indoor Soccerleague, der höchsten Spielklasse im kanadischen Hallenfußball der Frauen.
Von 2007 bis 2010 bestritt sie dann als Abwehrspielerin 46 Punktspiele für den FC Twente Enschede in der Eredivisie, der höchsten Spielklasse im niederländischen Frauenfußball. Mit ihrem Verein gewann sie 2008 den niederländischen Vereinspokal und erzielte beim 3:1-Sieg im Finale gegen den FC Utrecht ein Tor.
Die in Bocholt beheimatete Winter zog sich nach der Geburt ihres ersten Kindes im Dezember 2010 vorerst vom Leistungssport zurück. Im Sommer 2011 schloss sie sich dem in der niederrheinischen Landesliga spielenden Stadtteilverein DJK Barlo an, für den sie als Mittelfeldspielerin ihr letztes Punktspiel beim 3:3-Unentschieden im Heimspiel gegen Grün-Weiß Lankern am 26. Mai 2019 (26. Spieltag) bestritt und mit einem Tor krönte; danach beendete sie ihre Fußballerkarriere.

## Erfolge
- Meister der Regionalliga West 2004 und
- Aufstieg in die Bundesliga 2004 (SG Essen-Schönebeck)
- Niederländischer Pokalsieger 2008 (FC Twente)